# Ячменное
Ячме́нное (до 1948 года Парпа́ч; укр. Ячмінне, крымскотат. Porpaç, Порпач) — село в Ленинском районе (Автономной) Республики Крым, в составе Батальненского сельского поселения (согласно административно-территориальному делению Украины — Батальненского сельского совета Автономной Республики Крым).

## Население
| 2001 | 2014 |
| ---- | ---- |
| 162  | ↘113 |

Всеукраинская перепись 2001 года показала следующее распределение по носителям языка
| Язык             | Процент |
| ---------------- | ------- |
| русский          | 62.96   |
| крымскотатарский | 24.69   |
| украинский       | 11.73   |

### Динамика численности
| - 1805 год — 136 чел. - 1864 год — 58 чел. - 1886 год — 57 чел. - 1889 год — 142 чел. - 1892 год — 74 чел. - 1902 год — 120 чел. | - 1926 год — 154 чел. - 1989 год — 192 чел. - 2001 год — 162 чел. - 2009 год — 119 чел. - 2014 год — 113 чел. |

## Современное состояние
На 2017 год в Ячменном числится 2 улицы — Гагарина и Степная; на 2009 год, по данным сельсовета, село занимало площадь 39 гектаров на которой, в 66 дворах, проживало 119 человек.

## География
Ячменное расположено в западной части Керченского полуострова, на Акмонайский перешейке, в верховьях балки ручья Кой-Асан, примерно в 25 километрах (по шоссе) на юго-запад от райцентра Ленино, ближайшая железнодорожная станция — Семисотка (на линии Джанкой — Керчь) — около 14 километров. Рядом с селом проходит Северо-Крымский канал, высота центра села над уровнем моря 21 м. Восточнее села расположено озеро Парпач-Коль. Транспортное сообщение осуществляется по региональной автодороге 35Н-335 Армянск — Джанкой — Феодосия — Керчь (по украинской классификации — С-0-10828).

## История
Первое документальное упоминание села встречается в Камеральном Описании Крыма… 1784 года, судя по которому, в последний период Крымского ханства Толпач входил в Арабатский кадылык Кефинского каймаканства. После присоединения Крыма к России (8) 19 апреля 1783 года, (8) 19 февраля 1784 года, именным указом Екатерины II сенату, на территории бывшего Крымского Ханства была образована Таврическая область и деревня была приписана к Левкопольскому, а после ликвидации в 1787 году Левкопольского — к Феодосийскому уезду Таврической области. После Павловских реформ, с 1796 по 1802 год, входила в Акмечетский уезд Новороссийской губернии. По новому административному делению, после создания 8 (20) октября 1802 года Таврической губернии, Парпач был определён центром Парпачской волости Феодосийского уезда.

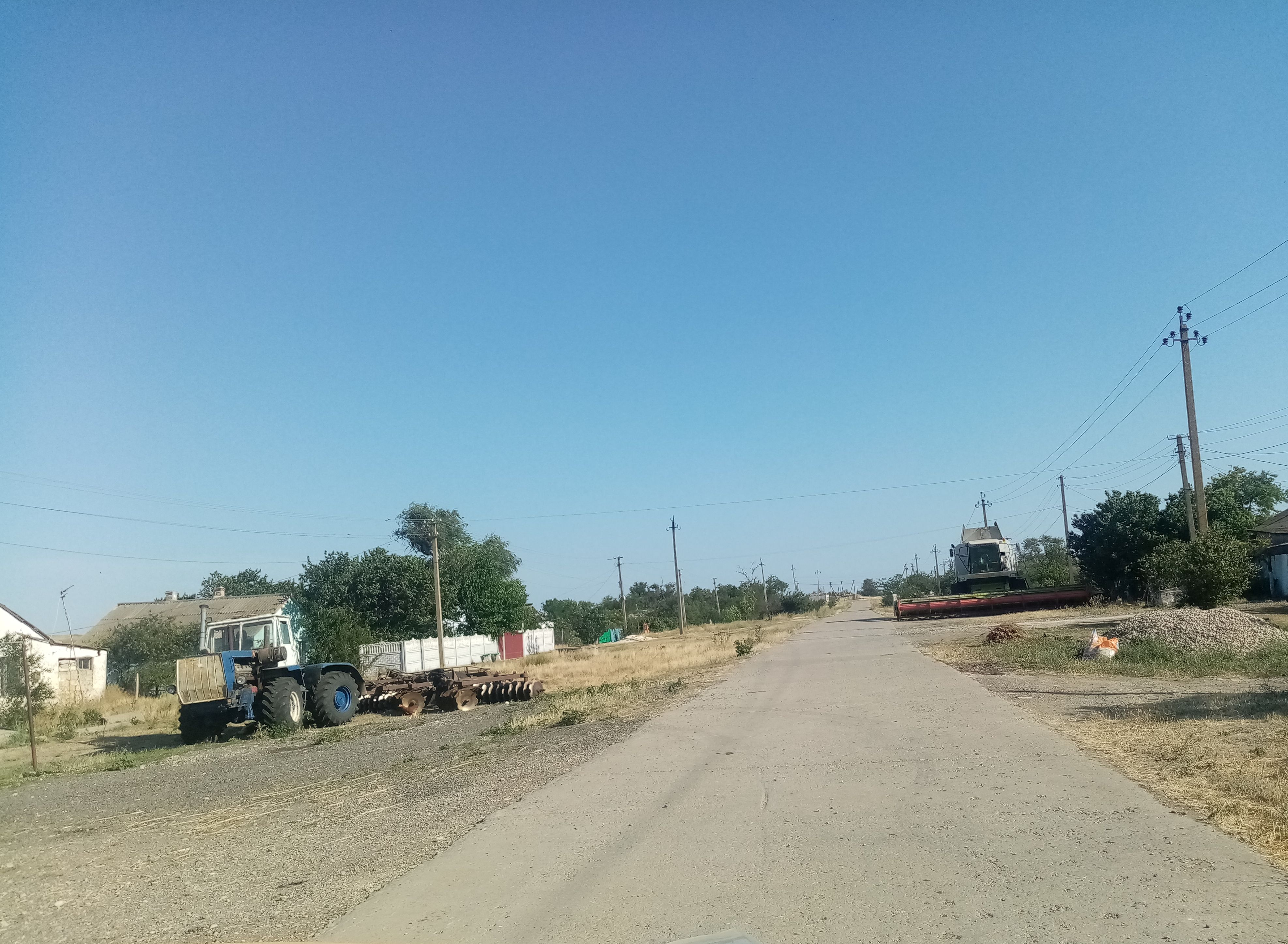
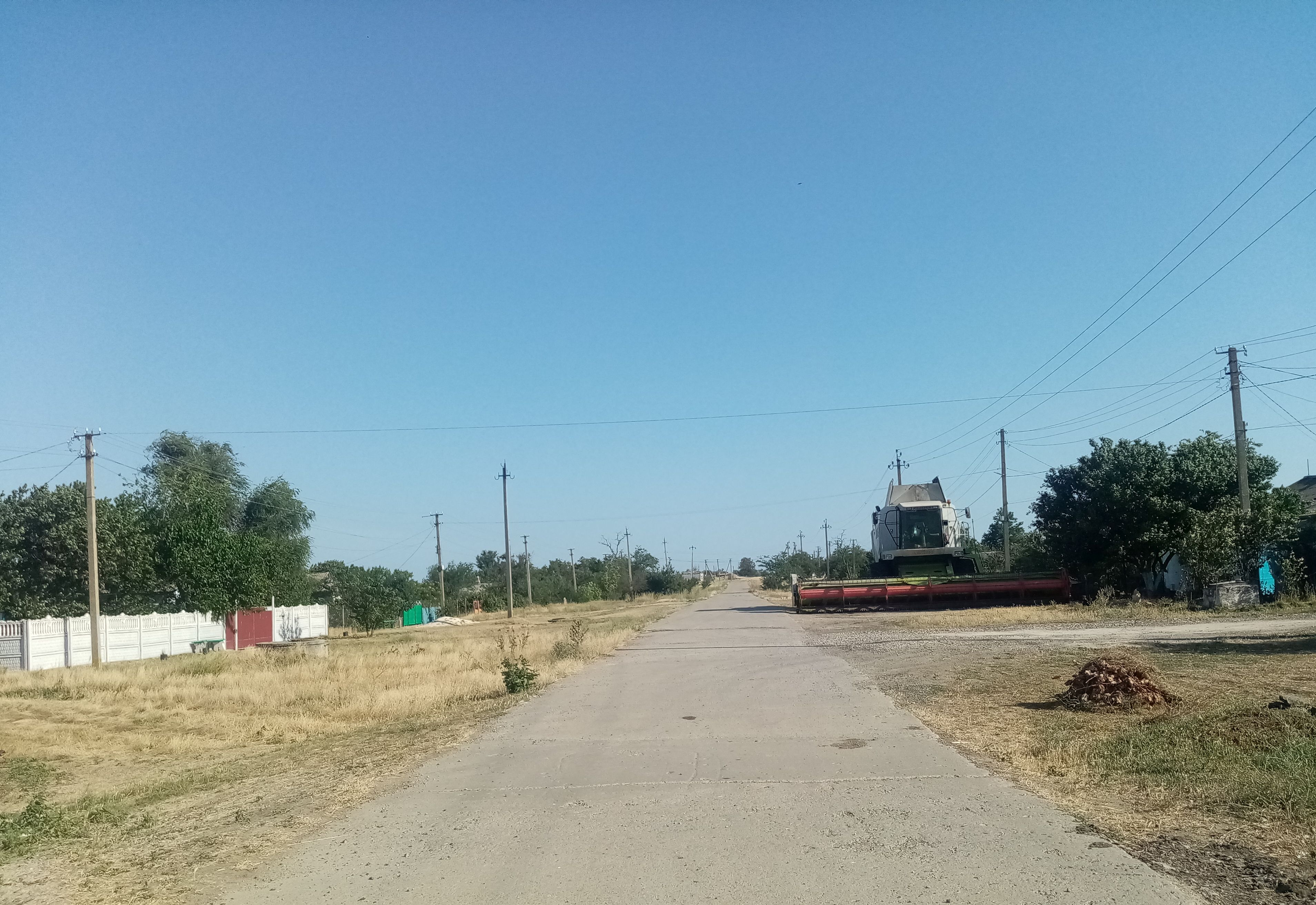
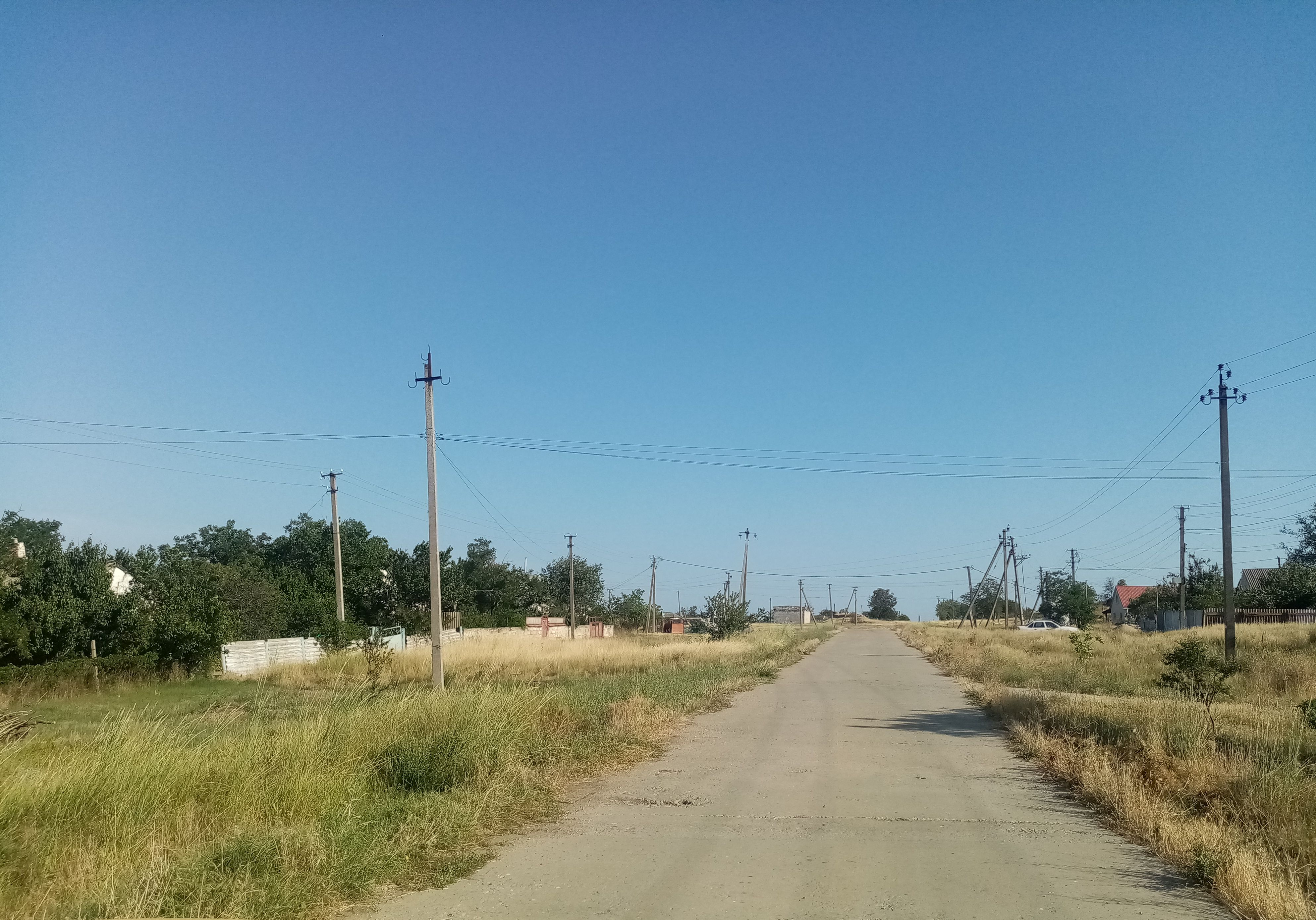
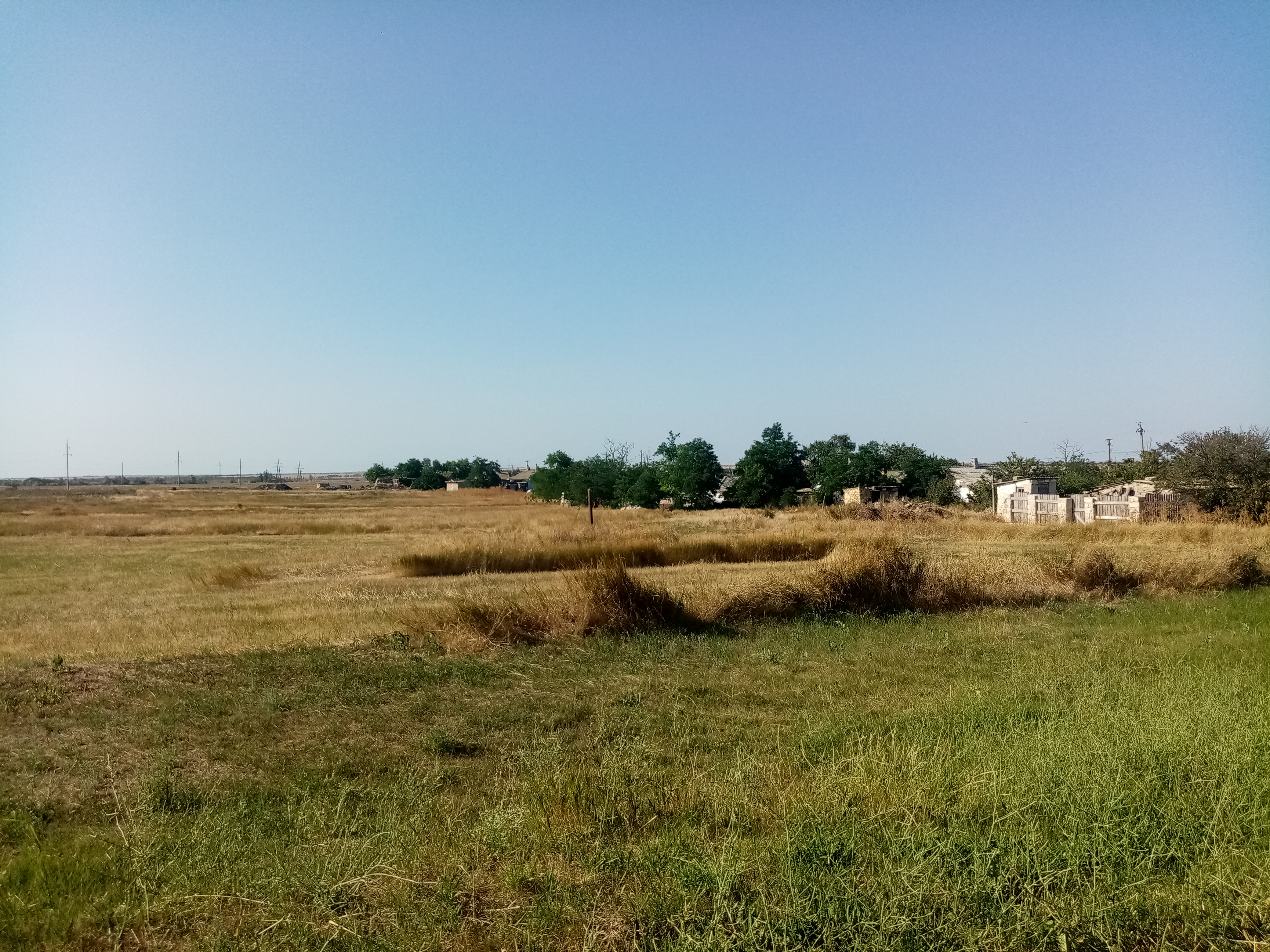
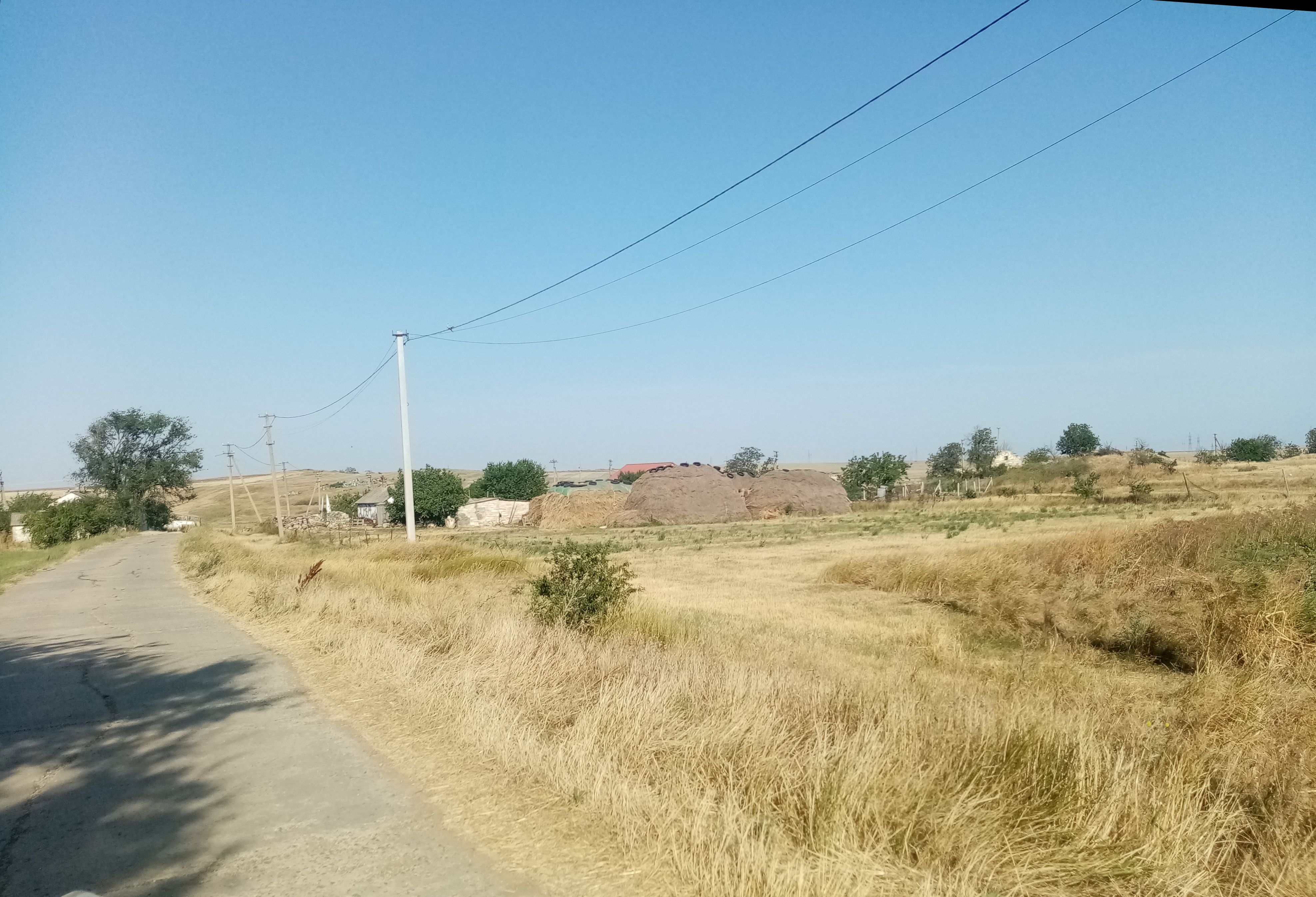

По Ведомости о числе селений, названиях оных, в них дворов… состоящих в Феодосийском уезде от 14 октября 1805 года, в деревне Парпач числилось 15 дворов и 136 жителей. На военно-топографической карте генерал-майора Мухина 1817 года деревня Порпач обозначена с 18 дворами. После реформы волостного деления 1829 года Парпач, согласно «Ведомости о казённых волостях Таврической губернии 1829 года», отнесли к Агерманской волости (переименованной из Парпачской), лишив статуса волостного центра. На карте 1836 года в деревне 27 дворов и почтовая станция, как и на карте 1842 года.
В 1860-х годах, после земской реформы Александра II, деревню приписали к Арма-Элинской волости. В «Списке населённых мест Таврической губернии по сведениям 1864 года», составленному по результатам VIII ревизии 1864 года, присутствуют Порпач — почтовая станция 2-го стана, с 1 двором и 9 жителями и Братское (или Порпач) — владельческое русское село, с 8 дворами и 49 жителями, при колодцах. По обследованиям профессора А. Н. Козловского начала 1860-х годов, в селении «все без исключения колодцы с весьма солёною водою, годною лишь для животных. Людьми же в пищу не употребляется». На трёхверстовой карте Шуберта 1865—1876 года в деревне Парпач обозначено 10 дворов. На 1886 год в деревне, согласно справочнику «Волости и важнѣйшія селенія Европейской Россіи», проживало 57 человек в 8 домохозяйствах, казённая почтовая станция. По «Памятной книге Таврической губернии 1889 года», по результатам Х ревизии 1887 года, в деревне Парпач, уже Владиславской волости, числилось 23 двора и 142 жителя. По «…Памятной книжке Таврической губернии на 1892 год» в деревне Парпач, входившей в Арма-Элинское сельское общество, числилось 67 жителей в 9 домохозяйствах, а в не входившем в сельское общество — 7 безземельных жителей, домохозяйств не имеющих.
После земской реформы 1890-х годов деревня осталась в составе преобразованной Владиславской волости. На верстовой карте Крыма 1896 года в селении обозначено 20 дворов с русским населением. По «…Памятной книжке Таврической губернии на 1902 год» в деревне Парпач числилось 120 жителей в 9 домохозяйствах. По Статистическому справочнику Таврической губернии. Ч.II-я. Статистический очерк, выпуск пятый Феодосийский уезд, 1915 год, в деревне Парпачи Владиславской волости Феодосийского уезда числилось 19 дворов (12 дворов с землёй, 7 — безземельные) с русским населением в количестве 80 человек приписных жителей и 81 — «посторонних», из которых 90 мужчин и 71 женщина. Жители владели 33 десятинами удобной земли. В хозяйствах имелось 131 лошадь, 126 волов, 56 коров и 471 голова овец, свиней, или коз.

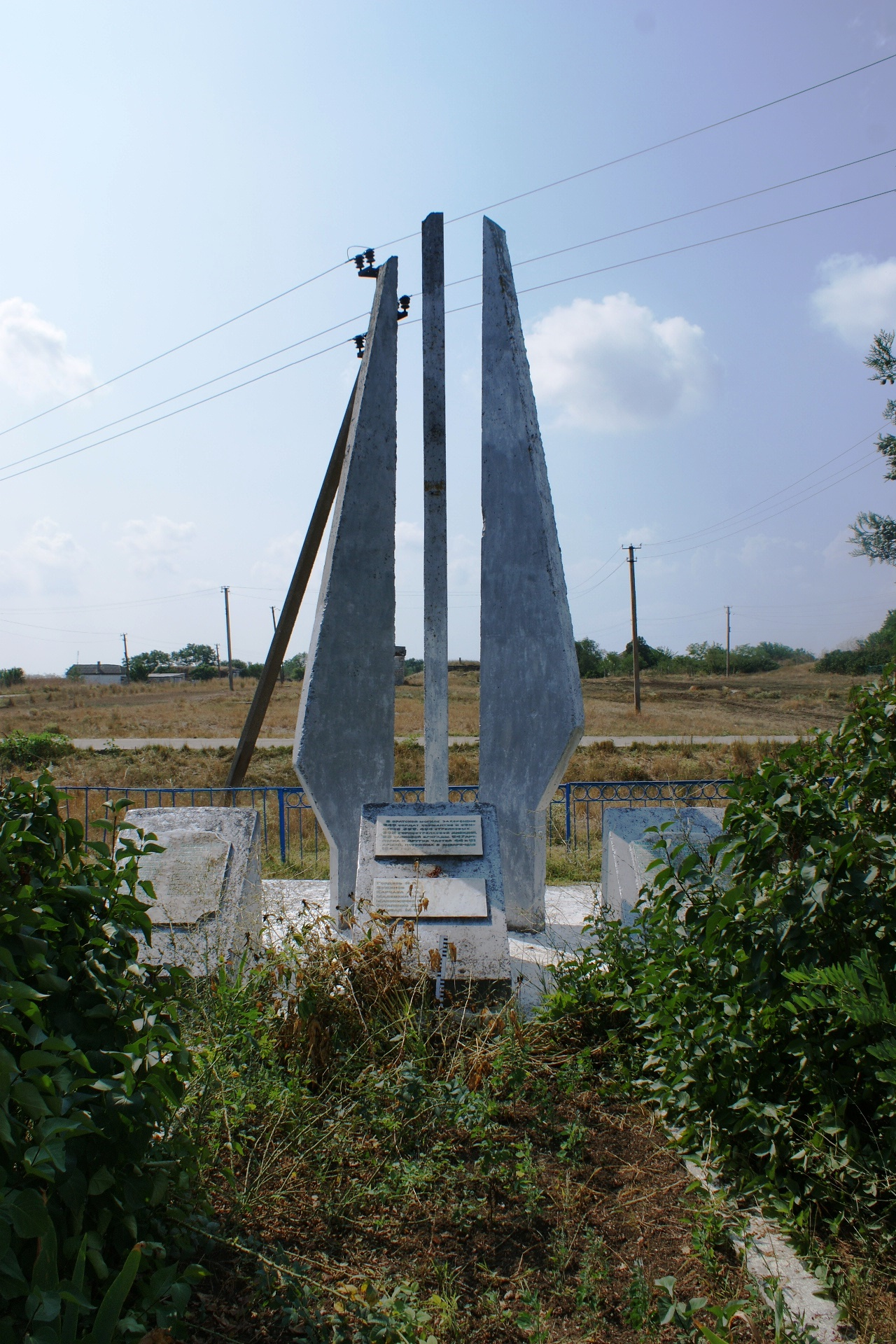
Братское захоронение советских воинов.

После установления в Крыму Советской власти, по постановлению Крымревкома от 8 января 1921 года была упразднена волостная система и село вошло в состав вновь созданного Владиславовского района Феодосийского уезда, а в 1922 году уезды получили название округов. 11 октября 1923 года, согласно постановлению ВЦИК, в административное деление Крымской АССР были внесены изменения, в результате которых округа ликвидировались и Владиславовский район стал самостоятельной административной единицей. Декретом ВЦИК от 04 сентября 1924 года «Об упразднении некоторых районов Автономной Крымской С. С. Р.» в октябре 1924 года район был преобразован в Феодосийский и село включили в его состав. Согласно Списку населённых пунктов Крымской АССР по Всесоюзной переписи 17 декабря 1926 года, в селе Парпачи Арма-Элинского сельсовета (в котором село состояло всю дальнейшую историю) Феодосийского района имелось 37 дворов, из них 36 крестьянских, население составляло 154 человека (70 мужчин и 84 женщины). В национальном отношении учтено: 148 русских, 2 украинца, 4 записаны в графе «прочие». Постановлением ВЦИК «О реорганизации сети районов Крымской АССР» от 30 октября 1930 года из Феодосийского района был выделен (воссоздан) Старо-Крымский район (по другим сведениям 15 сентября 1931 года) и село включили в его состав, а, с образованием в 1935 году Кировского — в состав нового района. Во время Великой Отечественной войны, в ходе проведения Керченско-Феодосийской десантной операции с 15 января до 12 апреля и с 8 по 11 мая 1942 года в районе села происходили бои частей 302-й, 138-й горнострелковых дивизий, 55-й, 56-й танковых бригад и других из состава 51-й армии. Погибших в боях 640 воинов захоронили в братской могиле в селе Парпач. В 1948 году на могиле был установлен памятник, в мае 1985 года заменённый на современный. Объект культурного наследия России.
С 25 июня 1946 года Парпач в составе Крымской области РСФСР. Указом Президиума Верховного Совета РСФСР от 18 мая 1948 года, Парпач переименовали в Ячменное. 26 апреля 1954 года Крымская область была передана из состава РСФСР в состав УССР. Время присоединения Ячменного к Ленинскому району неизвестно — на карте Крымской области 1956 года село ещё в составе Кировского, а, согласно «Справочнику административно-территориального деления Крымской области на 15 июня 1960 года» — уже в составе Фронтовского сельсовета Ленинского района. На 1968 год Ячменное в Семисотском сельсовете. По данным переписи 1989 года в селе проживало 192 человека. С 12 февраля 1991 года село в восстановленной Крымской АССР, 26 февраля 1992 года переименованной в Автономную Республику Крым. С 21 марта 2014 года в составе Крыма аннексировано Россией.